# Simon & Schuster
Simon & Schuster er et amerikansk bogforlag grundlagt i 1924 af Richard Simon og Max Schuster i New York City. Forlaget er nu ejet af CBS Corporation. I 2016 udgav Simon & Schuster omkring 2000 titler fordelt på 35 underforlag.